# Malapteruridae
Malapteruridae é uma família de peixes da ordem Siluriformes. Os membros recebem o nome vernáculo de peixe-gato-elétrico. Está distribuída na África tropical e no vale do rio Nilo.
São reconhecidos dois gêneros:
- Malapterurus
- Paradoxoglanis